# مارشال ليونارد
مارشال ليونارد (بالإنجليزية: Marshall Leonard)‏ (29 ديسمبر 1980 بإل باسو في الولايات المتحدة - ) هو لاعب كرة قدم أمريكي في مركز الدفاع. لعب مع نيو إنجلاند ريفولوشن.

## وصلات خارجية
- مارشال ليونارد على موقع الدوري الأمريكي (الإنجليزية)
- مارشال ليونارد على موقع قاعدة بيانات كرة القدم.إي يو (الإنجليزية)